# 168 (numero)
Centosessantotto (168) è il numero naturale dopo il 167 e prima del 169.

## Proprietà matematiche
- È un numero pari.
- È un numero composto e ha i seguenti divisori: 1, 2, 3, 4, 6, 7, 8, 12, 14, 21, 24, 28, 42, 56, 84 e 168. Poiché la somma dei suoi divisori, escluso il numero stesso, è 312 è un numero abbondante.
- È un numero semiperfetto in quanto pari alla somma di alcuni (o tutti) i suoi divisori.
- È un numero idoneo.
- È il prodotto dei primi due numeri perfetti, 6 e 28.
- È la somma di quattro numeri primi consecutivi: 37 + 41 + 43 + 47.
- È parte delle terne pitagoriche (26, 168, 170), (49, 168, 175), (70, 168, 182), (95, 168, 193), (99, 168, 195), (126, 168, 210), (160, 168, 232), (168, 224, 280), (168, 270, 318), (168, 315, 357), (168, 374, 410), (168, 425, 457), (168, 490, 518), (168, 576, 600), (168, 775, 793), (168, 874, 890), (168, 1001, 1015), (168, 1170, 1182), (168, 1760, 1768), (168, 2349, 2355), (168, 3526, 3530), (168, 7055, 7057).
- È un numero palindromo e un numero a cifra ripetuta nel sistema posizionale a base 13 (CC) e in quello a base 20 (88).
- È un numero pratico.

## Altri alfabeti
- nell'alfabeto arabo ١٦٨
- nell'alfabeto greco ρξηʹ

## Astronomia
- 168P/Hergenrother è una cometa periodica del sistema solare.
- 168 Sibylla è un asteroide della fascia principale del sistema solare.

## Astronautica
- Cosmos 168 è un satellite artificiale russo.

## Convenzioni

### Calendario
- Una settimana ha 168 ore.